# Бенджамін Ворд Річардсон
Бенджамін Ворд Річардсон (англ. Benjamin Ward Richardson; 31 жовтня 1828 року, м. Сомербі, Велика Британія — 21 листопада 1896) — британський медик, анестезіолог, фізіолог, доктор медицини та юриспруденції, письменник. Був нагороджений золотою медаллю Фозергілл (англ. Fothergill gold medal), лондонським медичним суспільством за есе «Захворювання плоду в матці», а також отримав трирічну премію Астлі Купер за есе у фізіології.
Річардсон знаходив і впроваджував різні речовини, здатні виробляти загальну або місцеву анестезію, чим полегшив біль безлічі людей під час хірургічного втручання. Він ввів в експлуатацію не менше чотирнадцяти анестетиків. Найбільш відомий з них метилендихлорід. Також Річардсон винайшов перший розпилювач етеру за допомогою пульверизатора, що призводило до місцевої анестезії, заморожуючи верхні шари шкіри.

## Ранні роки
Бенджамін був єдиним сином Бенджаміна Річардсона і Мері Ворд. Освіту здобув преподобного У. Юнга Нутта в школі Барроу-Гілла в тому ж окрузі. Його мати наполягала на тому, щоб Бенджамін став медиком і його навчання була спрямована на цю мету. Він був раннім учнем Генрі Гадсона, хірурга в Сомербі. У 1847 році вступив в Андерсонскій університет (нині Андерсонскій коледж) в Глазго, але був змушений перервати навчання через хворобу, що перебігала з гарячкою, на яку раптово захворів у той час. Пізніше Річардсон став помічником Едварда Дадлі Хадсоном у Літлторпе, Косбі, недалеко від Лестера.

## Кар'єра
У 1849 році Річардсон покинув Гадсона і приєднався до лікаря Роберта Вілліса з Барнса, відомого редактора Вільяма Гарві і бібліотекаря Королівського коледжу хірургів Англії (1828—1845).
У 1850 році Річардсон був прийнятий як одержувач ліцензії на факультет лікарів і хірургів Глазго. У 1877 році став викладачем факультету.
Річардсон був засновником і тридцять п'ять разів поспіль президентом асоціації медичних випускників Сент-Ендрюса. У 1856 був прийнятий як член Королівського коледжу лікарів Лондона. У 1867 році був обраний членом Лондонського королівського товариства.
У 1853 Річардсон переїхав до Лондона. У 1856 році був призначений лікарем у Королівський госпіталь. У 1892 році став лікарем у Лондонській лікарні Темперанс. Упродовж багатьох років був лікарем у «Фонді газетної преси» і в «Королівському літературному фонді», де він також був активним учасником.
У 1854 році Річардсон став лектором з судової медицини в Школі медицини Гросвенор Плейс. Він залишався деканом школи до 1865 року, доки будівлю школи не було продано і знесено. Також, у цей час Річардсон був викладачем у Колегії стоматологів і президентом секції охорони здоров'я асоціації соціальних наук.
У 1854 році він був прийнятий у магістратуру і отримав науковий ступінь доктора медицини в Сент-Ендрюс, де згодом став членом університетського суду, експертом генеральної ради, а в 1877 році отримав ступінь доктора юриспруденції.
У 1854 році Річардсон був нагороджений золотою медаллю Фозергілл Лондонського медичного товариства за його есе «Захворювання від ненародженої дитини».
У 1863 році Річардсона було обрано почесним членом Американського філософського товариства, а також Академії Леопольдини в 1867 році. У червні 1893 року був посвячений у лицарі на знак визнання його видатних заслуг з гуманітарних наук.
З 1890 по 1896 рік Річардсон був президентом асоціації державних санітарних інспекторів Великої Британії.
У 1884 році випустив журнал «Асклепія» (англ. The Asclepiad) «Книга оригінальних досліджень і спостережень в області науки, мистецтва, літератури медицини, профілактики і лікування хвороб». Журнал був виданий 11 разів до 1895 року.

## Родина
Річардсон одружився 21 лютого 1857 року з Мері Джей Сміт, яка народила двох синів і дочку.

## Смерть
Річардсон помер 21 листопада 1896 року. Його тіло було піддано кремації в Бруквуді, графстві Суррей.

## Роботи
- 1858 рік — Причина коагуляції крові
- 1875 рік — Про алкоголь
- 1876 рік — Захворювання сучасного життя
- 1876 рік — Гігейя, місто здоров'я
- 1882 рік — Здоров'я і життя
- 1884 рік — Область хвороби
- 1887 рік — Врегулювання державної школи
- 1891 рік — Томас Сопвіт
- 1897 рік — Віта Медика: Глави медичної життя і роботи
- 1900 рік — Учні Ескулапа